# Consiliu muncitoresc
Un consiliu muncitoresc sau consiliu al muncii este un tip de consiliu într-un loc de muncă sau într-o localitate alcătuit din lucrători sau din delegați temporari și instantaneu revocabili aleși de către muncitorii de la locurile de muncă ale unei localități. Într-un astfel de sistem de organizare politică și economică, muncitorii înșiși sunt capabili să exercite puterea de decizie. În plus, lucrătorii din cadrul fiecărui consiliu decid care sunt agenda și nevoile lor. Teoreticianul marxist Antonie Pannekoek descrie comitetele de atelier și adunările de secție ca fiind baza pentru gestionarea de către muncitori a sistemului industrial. O variantă a consiliilor muncotorești este consiliul soldaților', în care soldații conduc o revoltă. Muncitorii și soldații au operat, de asemenea, consilii în conjuncție (cum au fost Arbeiter- und Soldatenrat din timpul Revoluției Germane din 1918). Consiliile muncitorești pot, la rândul lor, să aleagă delegați la comitetele centrale, a fost cazul Congresului Sovietelor din RSFS Rusă în perioada 1917-1936. 
Adepții consiliilor muncitorești (cum ar fi comuniștii consiliior muncitorești, socialiștii liberatrieni, leniniștii, anarhiștii și marxiștii) susțin că acestea sunt cea mai naturală formă de organizare a clasei muncitoare și cred că consiliile muncitorești sunt necesare pentru organizarea unei revoluții proletare și pentru implementarea unei societăți anarhistă sau a unei  comunistă.
Comuna din Paris din 1871 a devenit un model pentru modul în care vor fi organizate viitoarele consilii muncitorești pentru revoluție și guvernare socialistă. Consiliile muncitorești au jucat un rol important în revoluțiile comuniste din secolul al XX-lea. Acest lucru a fost cel mai evident în ținuturile Imperiului Rus (inclusiv în Polonia Congresului și Letonia) în 1905, consiliile muncitorești (sovietele) acționând ca niște comitete care au coordonat activitățile de grevă în toate orașele pentru lupta împotriva represiunii sindicatelor. În timpul Revoluțiilor din 1917-1923, consiliile muncitorilor socialiști au putut să exercite autoritate politică. În cadrul consiliilor muncitorești organizate ca parte a Revoluției germane din 1918-1919, organizațiile din fabrici, precum Uniunea Generală a Muncitorilor din Germania, au constituit baza pentru consiliile de la nivel regional.